# Veľký Grob
Veľký Grob és un poble i municipi d'Eslovàquia que es troba a la regió de Trnava, a l'oest del país.

## Història
La primera menció escrita de la vila es remunta al 1335.

## Demografia
| Godina             | 1994 | 2004   | 2014   | 2024    |
| ------------------ | ---- | ------ | ------ | ------- |
| Nombre de persones | 1247 | 1290   | 1307   | 1451    |
| Diferència         |      | +3,44% | +1,31% | +11,01% |

| Godina             | 2023 | 2024   |
| ------------------ | ---- | ------ |
| Nombre de persones | 1459 | 1451   |
| Diferència         |      | −0,54% |